# Huy (gmina)
Huy – gmina samodzielna (niem. Einheitsgemeinde) w Niemczech, w kraju związkowym Saksonia-Anhalt, w powiecie Harz.

## Współpraca
Miejscowość partnerska:
- Laer, Nadrenia Północna-Westfalia (kontakty utrzymuje dzielnica Badersleben)